# Tré Cool
Frank Edwin Wright III, művésznevén Tré Cool (Frankfurt am Main, 1972. december 9. –) rockzenész, a Green Day rockegyüttes dobosa. Gitáron, basszusgitáron és akusztikus gitáron is tud játszani.

## Életrajza

### Kezdetek
1972. december 9-én született. Laytonville, Kalifornia mellett nőtt fel. 14 éves korában családjával átköltözött Willitsbe (Kalifornia). Vietnámi veterán apja házakat épített. Szomszédjuk, Larry Livermore volt a Lookout Records lemezkiadó igazgatója. Tré Coolnak Larry nevezte el (franciául van, jelentése: nagyon laza). Tré tizenkét évesen csatlakozott Livermore együtteséhez, a The Lookoutshoz. A legtöbb munkájuk egy punk-klubban volt. 1988-ban egy középiskolai partin játszott a Lookoutsszal és egy másik, új együttessel is, a Sweet Childrennel, amelynek később Green Day lett a neve. 1990-ben, mikor a Lookouts feloszlott, Tré csatlakozott a Green Dayhez, ahonnan épp elment az előző dobosuk, John Kiffmeyer (azaz Al Sobrante).

### Feleségei és gyerekei
Tré háromszor házasodott. Először Lisa Lyons lett a felesége (1995 március). Első házasságából egy lánya van, Ramona (1995). Később elváltak, de barátok maradtak. Tré 2000-ben feleségül vette Claudiát. Ebből a kapcsolatból egy fia van, Frankito (sz. 2001). 2003-ban váltak el. 2014. október 11-én házasodott harmadszor, felesége jelenleg Sara Rose, egy gyermekük született, Mickey Otis Wright.

### Dobfelszerelései
A korai években (Kerplunk! és Dookie albumok idején) Tré egy DW dob-szerelést használt. A Warning albumnál egy Slingerland szerelést használt. Az American Idiot-nál azonban szakított előző felszerelésével és átváltott egy Ludwig-ra, jelenleg azonban Leedy dobokat használ (Zildjian cintányérokkal).

## Egyéb együttesei
- Foxboro Hot Tubs
- The Network
- The Lookouts
- Samian